# Vũ điệu giữa bầy sói
Vũ điệu giữa bầy sói là một bộ phim truyền hình được thực hiện bởi Lee Entertainment do Hoàng Thơ làm biên kịch, đạo diễn. Phim phát sóng vào lúc 19h45 hàng ngày bắt đầu từ ngày 10 tháng 8 năm 2021 và kết thúc vào ngày 12 tháng 9 năm 2021 trên kênh SCTV14.

## Nội dung
Vũ điệu giữa bầy sói bắt đầu khi Long (Quang Sự) – đội trưởng đội đặc nhiệm công an thành phố cùng vợ sắp cưới đi mua nhẫn thì bị một đám cướp xông vào đe dọa. Quỳnh (Quỳnh Lương) – vợ của Long không may bị tên cướp đầu sỏ là Sang “ghẻ” bắn chết. Mười lăm năm sau, Sang “ghẻ” từ Campuchia trở về, thay hình đổi dạng và lấy tên là Thảo Cụt (Lee Nghĩa), làm chủ một chuỗi công ty bảo vệ, đồng thời phục vụ dưới trướng của tên Đức “đại bàng” (Huỳnh Anh Tuấn)...

## Diễn viên
- Quang Sự trong vai Uy Long[4]
- Quỳnh Lương trong vai Thuyền Quyên (Quỳnh)[2]
- Huỳnh Anh Tuấn trong vai Huỳnh Đức[2]
- Lee Nghĩa trong vai Thảo Cụt (Sang “ghẻ”)[2]
- Trương Minh Thảo trong vai Huỳnh Lân[2]
- Đinh Y Nhung trong vai Ngọc Bích[2]
- Ngân Quỳnh trong vai Chị Mười Hai[2]
- Ngô Thành Tá trong vai Bảo Thắng[2]
- Huy Cường trong vai Ông Sơn
- Minh Cường trong vai Thiếu tá Hòa
- Cao Hoàng trong vai Thượng tá Hùng
- Nguyễn Thùy Dương trong vai Mai Phương
- Lâm Hải Sơn trong vai Võ Hiếu
- Song Dương trong vai Vân Anh
- Tùng Haru trong vai Đại úy Toàn
- Nguyễn Tuấn Anh trong vai Minh Khôi
- Phan Hoàng Kim trong vai Vân Nhi
- Lý Hồng Ân trong vai Cẩm Tú

Cùng một số diễn viên khác....

## Ca khúc trong phim
Bài hát trong phim là ca khúc "Đi qua vùng mây xám" do Lê Huy sáng tác và Quốc Cường thể hiện.

## Giải thưởng
| Năm  | Giải thưởng   | Hạng mục                                | (Người) đề cử | Kết quả   | Tham khảo   |
| ---- | ------------- | --------------------------------------- | ------------- | --------- | ----------- |
| 2021 | Ngôi Sao Xanh | Phim truyền hình được yêu thích nhất    | —             | Đoạt giải | [ 1 ] [ 5 ] |
| 2021 | Ngôi Sao Xanh | Nữ diễn viên truyền hình xuất sắc nhất  | Quỳnh Lương   | Đề cử     | [ 6 ] [ 7 ] |
| 2021 | Ngôi Sao Xanh | Nam diễn viên truyền hình xuất sắc nhất | Quang Sự      | Đề cử     | [ 6 ] [ 7 ] |
| 2021 | Ngôi Sao Xanh | Đạo diễn xuất sắc nhất                  | Hoàng Thơ     | Đề cử     | [ 6 ] [ 7 ] |